# Roberto Rojas (peruwiański piłkarz)
Roberto Rojas Tardío (ur. 26 października 1955 w Limie, zm. 27 września 1991 tamże) – peruwiański piłkarz, reprezentant kraju, grający na pozycji obrońcy.

## Kariera klubowa
Nazywany Cucurucho Roberto Rojas rozpoczął karierę w Alianza Lima w 1975. W latach 1975–1985 miał okazję trzykrotnie zdobyć mistrzostwo Peru w 1975, a następnie dwa razy z rzędu w 1977 i 1978. Zagrał także w dwóch edycjach Copa Libertadores w 1978 i 1979 (w sumie 15 meczów).
W 1986 zmienił klub i podpisał kontrakt z Sportingiem Cristal. W następnym roku występował w Deportivo Municipal. Podczas gry w Deportivo poprosił o powrót do Alianza Lima, w związku z katastrofą lotniczą samolotu drużyny Alianzy, w wyniku której zginęło 5 piłkarzy klubu oraz trener. Tam rozegrał swój ostatni sezon w koszulce Alianzy, występując w trzech meczach edycji Copa Libertadores w 1988.

## Kariera reprezentacyjna
Rojas zadebiutował w drużynie narodowej 22 kwietnia 1978 w wygranym 2:1 spotkaniu z Chinami. 
Rojas w tym samym roku znalazł się w składzie reprezentacji Peru na Mistrzostwa Świata. Podczas turnieju wystąpił w przegranym 0:6 spotkaniu z gospodarzami, Argentyną. Pięć lat później wystąpił na Copa América 1983. Na mistrzostwach Ameryki Południowej zagrał w trzech meczach: dwóch spotkaniach z Kolumbią oraz przeciwko Boliwii. 
Ostatni raz Rojas zagrał dla Peru 7 października 1983 w przegranym 1:4 spotkaniu towarzyskim z Paragwajem. Łącznie Rojas w latach 1978–1983 wystąpił w reprezentacji w 27 spotkaniach. 
| Mecze i gole w reprezentacji | Mecze i gole w reprezentacji | Mecze i gole w reprezentacji | Mecze i gole w reprezentacji | Mecze i gole w reprezentacji | Mecze i gole w reprezentacji | Mecze i gole w reprezentacji |
| #                            | Data                         | Miasto                       | Przeciwnik                   | Gol                          | Wynik                        | Rozgrywki                    |
| ---------------------------- | ---------------------------- | ---------------------------- | ---------------------------- | ---------------------------- | ---------------------------- | ---------------------------- |
| 1.                           | 22.04.1978                   | Lima                         | Chiny                        |                              | 2:1                          | towarzyski                   |
| 2.                           | 21.06.1978                   | Rosario                      | Argentyna                    |                              | 0:6                          | MŚ 1978                      |
| 3.                           | 11.07.1979                   | Lima                         | Ekwador                      |                              | 2:1                          | towarzyski                   |
| 4.                           | 18.07.1979                   | Lima                         | Kolumbia                     |                              | 0:1                          | towarzyski                   |
| 5.                           | 25.07.1979                   | Bogota                       | Kolumbia                     |                              | 2:1                          | towarzyski                   |
| 6.                           | 08.08.1979                   | Quito                        | Ekwador                      |                              | 1:2                          | towarzyski                   |
| 7.                           | 18.07.1980                   | Montevideo                   | Urugwaj                      |                              | 0:0                          | towarzyski                   |
| 8.                           | 12.11.1980                   | Lima                         | Urugwaj                      |                              | 1:1                          | towarzyski                   |
| 9.                           | 04.02.1981                   | Lima                         | Czechosłowacja               |                              | 1:3                          | towarzyski                   |
| 10.                          | 26.07.1981                   | Bogota                       | Kolumbia                     |                              | 1:1                          | El. MŚ 1982                  |
| 11.                          | 05.08.1981                   | Lima                         | Chile                        |                              | 1:2                          | towarzyski                   |
| 12.                          | 16.08.1981                   | Lima                         | Kolumbia                     |                              | 2:0                          | El. MŚ 1982                  |
| 13.                          | 23.08.1981                   | Montevideo                   | Urugwaj                      |                              | 2:1                          | El. MŚ 1982                  |
| 14.                          | 06.09.1981                   | Lima                         | Urugwaj                      |                              | 0:0                          | El. MŚ 1982                  |
| 15.                          | 23.03.1982                   | Santiago                     | Peru                         |                              | 1:2                          | towarzyski                   |
| 16.                          | 30.03.1982                   | Lima                         | Peru                         |                              | 1:0                          | towarzyski                   |
| 17.                          | 18.04.1982                   | Budapeszt                    | Węgry                        |                              | 2:1                          | towarzyski                   |
| 18.                          | 25.04.1982                   | Algier                       | Algieria                     |                              | 1:1                          | towarzyski                   |
| 19.                          | 18.07.1983                   | Montevideo                   | Urugwaj                      |                              | 1:1                          | towarzyski                   |
| 20.                          | 21.07.1983                   | Lima                         | Chile                        |                              | 0:1                          | towarzyski                   |
| 21.                          | 03.08.1983                   | Arica                        | Chile                        |                              | 0:2                          | towarzyski                   |
| 22.                          | 11.08.1983                   | Lima                         | Urugwaj                      |                              | 1:1                          | towarzyski                   |
| 23.                          | 17.08.1983                   | Lima                         | Kolumbia                     |                              | 1:0                          | Copa América 1983            |
| 24.                          | 28.08.1983                   | Bogota                       | Kolumbia                     |                              | 2:2                          | Copa América 1983            |
| 25.                          | 04.09.1983                   | Lima                         | Boliwia                      |                              | 2:1                          | Copa América 1983            |
| 26.                          | 05.10.1983                   | Lima                         | Paragwaj                     |                              | 0:2                          | towarzyski                   |
| 27.                          | 07.10.1983                   | Asunción                     | Paragwaj                     |                              | 1:4                          | towarzyski                   |

## Śmierć
Roberto Rojas zginął w wypadku samochodowym. Piłkarz zginął, gdy samochód, którym jechał, uderzył w słup oświetleniowy przy nadmorskiej drodze w dzielnicy Marbelli w Limie. Pozostawił żonę i trójkę dzieci.

## Sukcesy
Alianza Lima
- Mistrzostwo Peru (3): 1975, 1977, 1978